# سیارک ۸۶۹۶
سیارک ۸۶۹۶ (به انگلیسی: 8696 Kjeriksson، نامگذاری:1993FM16) هشت هزار و ششصد و نود و ششمین سیارک کشف شده‌است که در ۱۷ مارس ۱۹۹۳ کشف شد.
قدر مطلق سیارک برابر ۲۹.۵ است.